# Elisabet Dmitrieff
Elisabet Dmitrieff, född 1851, död 1910 eller 1918, var en rysk socialist och feminist. Hon är känd för sitt deltagande i Pariskommunen, där hon 1871 grundade en feministorganisation tillsammans med Nathalie Lemel kallad Union des femmes pour la défense de Paris et les soins aux blessés. 